# دودا (مغنية)
دوروتا رابسزيوسكا ستيبن (بالبولندية: Dorota Rabczewska)‏ (مواليد 15 فبراير 1984)،المعروفة بأسمها الفني دودا هي مغنية بولندية وتعتبر من أنجح الفنانين البولنديين من حيث عدد الجوائز.فازت بجائزة  إم تي في الموسيقى الأوروبية وترشحت لجائزة جوائز الموسيقى العالمية.
تتميز دودا بعروضها المبتكرة والمثيرة للجدل، وضعتها سي إن إن ضمن قائمة تضم 10 من أشهر البولنديين في التاريخ. وفي 2010 وضعتها مجلة ماشينا في قائمة أفضل 50 مطربة بولندية. وفي العام التالي، وضعتها مجلة فيفا! البولندية في قائمة 10 نساء مؤثرات في بولندا.
دودا عضو في جمعية  منسا بولندا.

## تهمة ازدراء الدين
في مايو 2010 اتهم مكتب المدعي العام في وارسو دودا بجريمة "الإساءة إلى الحساسيات الدينية" وذلك بسبب تصريحاتها في العام السابق حيث قالت أنها تؤمن بالديناصورات أكثر من الأنجيل بسبب أنه يصعب تصديق شئ كتب من قبل أناس شربوا الكثير من النبيذ وتعاطوا الحشيش ". في يناير 2012 وجدت مذنبة وتم تغريمها 5,000 زلوتي.